# Stripgids
Stripgids (vroeger ook wel CISO Magazine en Bandes genoemd) is een Vlaams stripblad dat twee keer per jaar verschijnt. Het tijdschrift wordt uitgegeven door vzw Strip Turnhout sinds 2006. Het is een herstart van het tijdschrift van Jan Smet dat stopgezet werd in 1985.
Het tijdschrift werd verspreid over verschillende bibliotheken en stripspeciaalzaken. Men kan er tevens ook een abonnement op nemen. Vanaf 2017 is het niet meer gratis verkrijgbaar.

## Geschiedenis

### Bandes
Eind de jaren 60 bracht de International Comic Art Fanclub (ICAF) een stripblad uit getiteld Bandes.

### CISO Magazine (1971-1974)
CISO (Comics Information Service Organisation) was een organisatie dat zich toelegde op goedkope herdrukken van oud Vlaams stripmateriaal dat moeilijk verkrijgbaar was. De organisatie werd opgericht door Danny De Laet. Zo werden er onder meer albums van Willy Vandersteen, Marc Sleen, Bob De Moor en Eddy Ryssack uitgegeven.
De drijvende kracht achter deze organisatie waren Cees Coenders en Danny De Laet. De organisatie gaf het tijdschrift CISO Magazine uit. CISO Magazine was de voortzetting van het stripblad Bandes. De organisatie wou namelijk ook tegemoetkomen aan de behoefte naar informatie over beeldverhalen. Dus brachten ze dit blad en CISO-Supplement uit. Hierin kon men nieuws en herdrukken van korte verhalen lezen.

### Stripgids (1974-1985)
In 1974 kreeg archivaris Jan Smet de vraag van de Nederlandse uitgever Cees Coenders om CISO Magazine volledig voort te zetten. Het blad werd omgedoopt in Stripgids. Smet werd redacteur, hoofdredacteur, vormgever, boekhouder en directiesecretaris van het tijdschrift. Coenders en De Laet bleven medeverantwoordelijk.
In 1985 werd het tijdschrift Stripgids stopgezet met een totaal van 32 nummers.

### Stripgids (2006-heden)
In oktober 2006 begon Strip Turnhout op verzoek van het Provinciaal Bibliotheekcentrum Vrieselhof een nieuw stripblad. Nadat ze toestemming kregen van Jan Smet, mocht de organisatie het stripblad Stripgids noemen als een voortzetting van het stripblad waaruit de organisatie ontstaan is. De nieuwe hoofdredacteur werd Toon Horsten.
Aanvankelijk keurde het Vlaams Fonds voor de Letteren het subsidiedossier vanaf 2017 voor Stripgids niet goed, maar er kwam toch een akkoord. In 2017 veranderde Stripgids in samenspraak met onder andere het Vlaams Fonds voor de Letteren. Hoofdredacteur Horsten stopte bij Stripgids en ging bij Standaard Uitgeverij werken. Het blad verschijnt sinds 2017 ook twee keer per jaar in plaats van vier keer. De Bronzen Adhemar werd een driejaarlijkse prijs en Stripgids Festival verdween in zijn bestaande vorm.

## Afgeleide zaken

### Bronzen Adhemar (1977-heden)
De Bronzen Adhemar (vroegere naam Stripgidsprijs) is een Vlaamse stripprijs die tweejaarlijks wordt uitgereikt aan een striptekenaar tijdens het stripfestival in De Warande in Turnhout. De prijs werd opgericht door de toenmalige hoofdredacteur Jan Smet in samenwerking met de toenmalig uitgever van dit tijdschrift Cees Coenders.
Van 1977 tot 1979 werd de prijs jaarlijks uitgereikt. De oudere naam van de prijs is Stripgidsprijs, vernoemd naar dit tijdschrift. De huidige prijs is vernoemd naar het strippersonage Adhemar van Marc Sleen. Sinds 2003 is de prijs ook de Vlaamse Cultuurprijs voor de Strip en wordt het op de uitreiking overhandigd door de Vlaamse minister van Cultuur.

### Stripgids Festival (1979-heden)
Het Stripgids Festival is een stripfestival in Turnhout dat al bestaat sinds 1979. Het festival is gegroeid uit de Stripgidsprijs toen jurylid Jan Smet meer belangstelling voor de prijs van het grote publiek wilde krijgen. In 2013 werd het festival omgedoopt in de huidige naam Stripgids Festival.